# 작용근
작용근(作用筋, agonist muscle) 또는 주동근(主動筋, prime mover)은 신체가 어떤 동작을 할 때, 가장 많은 힘을 발휘하는 근육이다.

## 예
- 축구에서 공을 걷어차는경우 다리의 대퇴직근(rectus femoris)과 장딴지근(gastrocnemius muscle)이 주동근이 되어 무릎의 신전 동작을 만들어 낸다.
- 아령을 들어올릴때 주동근은 위팔두갈래근(상완이두근, biceps brachii muscle)이며 길항근은 위팔세갈래근(상완삼두근, triceps brachii muscle)이다.
- 걸을 때  중간볼기근(gluteus medius muscle)은 체중을 지지하고, 앞으로 나아갈수있도록 해주는 주동근이 된다.

## 같이 보기
- 대항근
- 근수축
- 근육에 대한 해부학 용어#작용근과 대항근